# Secrets (OneRepublic)
Secrets is een single van OneRepublic. Het is afkomstig van hun album Waking Up. Het nummer was te beluisteren in de film Zweiohrkücken van Til Schweiger. In die film was ook al Apologize van OneRepublic te horen.
De single was zowel als digitale download als cd-single te verkrijgen. De cd-single had Come home als B-kant. In de bijbehorende video is zanger (en schrijver) Ryan Tedder te zien en ook filmbeelden.
Secrets werd een soort icoon in de jaren nul van de 21e eeuw. Het werd gebruikt in diverse speelfilms, televisieseries en reclamespotjes:
- spotje voor het zesde seizoen van Lost
- film Zweiohrküken
- aflevering 6 (Reality kills) in het negende seizoen van CSI: Miami
- reclame voor Ralph Laurens Big Pony
- tijdens Victoria's Secret Fashion Show

## Hitnotering
Het plaatje haalde een aantal hitparades. In de Amerikaanse Billboard Hot 100 kende het een twijfelende start, maar zou uiteindelijk de 21e plaats halen. Er zijn daar meer dan 3.000.000 exemplaren aangeschaft. Vreemd genoeg haalde het in het Verenigd Koninkrijk geen plek in de Single top 50.

### Nederlandse Top 40
Alarmschijf
| Positie: | 27 | 22 | 22 | 22 | 22 | 15 | 18 | 21 | 23 | 30 | uit |

### NederlandseSingle Top 100
| Positie: | 87 | 69 | 84 | 57 | 60 | 88 | 96 | 58 | 68 | 79 | uit |

### BelgischeBRT Top 30
Geen notering

### VlaamseUltratop 30
Secrets haalde alleen de tipparade

### NPO Radio 2 Top 2000
| Nummer met noteringen in de NPO Radio 2 Top 2000 | '14  | '15  |
| ------------------------------------------------ | ---- | ---- |
| Secrets                                          | 1803 | 1176 |

1. ↑  Een vetgedrukt getal geeft de hoogste notering aan.
2. ↑  2014 was het eerste jaar met een notering voor dit nummer.
3. ↑  Deze tabel is bijgewerkt tot en met de laatste editie (2024).